# Sympathy for the Devil (EP)
Sympathy for the Devil är en EP av Laibach och det är uppföljaren till The Beatles-coveralbumet Let It Be. Sympathy for the Devil har sju coverversioner av the Rolling Stones sång "Sympathy for the Devil" (som finns med på Stones album Beggars Banquet) och ett spår skrivet av Laibach.  Låtarna är inspelade av både Laibach och flera sidprojekt med Laibachmedlemmar (inkluderande Dreihunderttausend Verschiedene Krawalle och Germania).

## Låtlista
1. "Laibach:" "Sympathy for the Devil (Time for a Change)" (Jagger/Richards) – 5:43
2. "Laibach:" "Sympathy for the Devil (Dem Teufel Zugeneigt)" (Jagger/Richards) – 4:54
3. "300.000 V.K.:" "Sympathy for the Devil (Anastasia)" or "Anastasia" (Laibach) – 5:32
4. "Germania:" "Sympathy for the Devil (Who Killed the Kennedys)" [instrumental] (Jagger/Richards) – 5:53
5. "Germania:" "Sympathy for the Devil (Who Killed the Kennedys)" (Jagger/Richards) – 7:04
6. "300.000 V.K.:" "Sympathy for the Devil (Soul to Waste)" (Jagger/Richards) – 4:52
7. "Laibach:" "Sympathy for the Devil" (Jagger/Richards) – 7:52
8. "300.000 V.K.:" "Sympathy for the Devil (Soul to Waste)" [instrumental] (Jagger/Richards) – 7:52